# Clubiona estes
Clubiona estes är en spindelart som beskrevs av Edwards 1958. Clubiona estes ingår i släktet Clubiona och familjen säckspindlar. Inga underarter finns listade i Catalogue of Life.